# Chaenusa rugosa
Chaenusa rugosa är en stekelart som beskrevs av Robert A.Wharton 1991. Chaenusa rugosa ingår i släktet Chaenusa och familjen bracksteklar. Inga underarter finns listade i Catalogue of Life.